# Чарлс Ејми Катер
Чарлс Ејми Катер (енгл. Charles Ammi Cutter; Бостон, 14. март 1837 — Волпул, 6. септембaр 1903) био је амерички библиотекар. Током 1850-их и 1860-их помогао је у поновном каталогизирању библиотеке Харвардa, производећи први јавни амерички каталог. Картонски систем показао се флексибилнијим за библиотекаре и много кориснијим од старог начина уношења наслова хронолошким редом. Године 1868. придружио се бостонском атенеју, чинећи његов каталог међународним моделом. Катер је промовисао централизовано каталогизирање књига, што је постало стандардна пракса у конгресној библиотеци. Биран је на руководећа места у бројним библиотечким организацијама на локалном и националном нивоу. Катер је упамћен по систему експанзивне класификације, његовом систему давања стандардизованих класификационих бројева свакој књизи и слагања на полице по том броју како би књиге на сличне теме биле на полицама заједно.

## Биографија
Катер је рођен у Бостону, где је његова тетка била запослена у регионалној библиотеци. Године 1856. Катер је уписан у Харвард. Још као студент био је постављен за помоћника библиотекара богослужбене школе и служио је у том својству од 1857. до 1859. За то време Катер је почео да дизајнира посебну шему каталогизације за застарели систем библиотеке. Каталог, који датира из 1840. године, имао је недостатак редоследа након прибављања 4000 томова из колекције професора Готфридa Кристијанa Фридрихa Луке са Универзитета у Гетингену, што је додало велику дубину збирци школске библиотеке Дивинити.
Током школске 1857-58, Катер је књиге на полицама преуредио у широке категорије заједно са школским колегом Чарлсом Нојесом Форбсом. Током зимске паузе 1858-59, колекцију су сложили у један абецедни списак по аутору. Овај пројекат је завршен кад је Катер дипломирао 1859. До 1860. године Катер је већ био сезонски члан библиотеке и стални библиотекар. Постао је шегрт главног каталогиста и помоћник библиотекарa Езрa Абота. На Харварду, Катер је развио нови облик индексног каталога, користећи картице уместо објављених књигa, који садрже и индекс аутора и „класификовани каталог“ или основни облик предметног индекса.
Године 1868. бостонска библиотека изабрала је Катерa за свог главног библиотекара. Његов први задатак био је да организује и обједини инвентар библиотеке и из ње развије каталог и да објави комплетан каталог речника за своју колекцију. Претходни библиотекар и помоћници радили су на томе, али већи део посла био је подређен и, према Катеру, требало га је обновити. Ово није добро прошло повереницима који су желели да каталог буде објављен што пре. Међутим, каталог је ревидиран и објављен у пет књигa и познат је као Атхенaум каталог. Катер је био библиотекар у бостонском Атхенауму двадесет и пет година.
Године 1876. биро за образовање Сједињених Држава је ангажовао Катера да помогне у писању извештаја о стању библиотека за колеџ у Торонту. Други део овог извештаја била су његова Правила за штампани каталог речника (1876). Овај каталог је укључен у публикацију организације Jавне библиотеке у Сједињеним Америчким Државама: њихова историја, стање и управљање. Катер је применио многе идеологије познате савременим библиотекарима током његовог боравка у Атхенауму. Катер је представио карактеристичне структуре и филозофије као што су међубиблиотечка позајмица и опремање сваке књиге торбицом на задњем делу како би се омотала карта како би се пратио статус циркулације предмета.
Катер је био уредник Библиотечког часописа од 1891. до 1893. године. Од многих чланака које је написао у то време, један од најпознатијих био је чланак под називом Јавна библиотека Буфало 1983. године. У њему је написао оно што је сматрао да ће библиотека изгледати сто година у будућности. Провео је много времена расправљајући о практичним стварима, попут тога како је библиотека уредила одговарајуће осветљење и контролисала влагу у ваздуху како би сачувала књиге.
Године 1880. Катер је увео авангардни и дивергентни систем каталогизације, назвао га је проширена класификација. Овај систем је обухватио седам нивоа класификације са најосновнијим библиотекама које раде на првом нивоу и највећим, најугледнијим институцијама које користе седми ниво, а Катерова тежња је била да организује систем класификације за сваку врсту библиотеке. Систем класификације користио је алфанумеричку методологију која се користи за скраћивање имена аутора и генерисање јединствених позивних бројева познатих као Катерови бројеви или Катерове шифре. Они се и данас користе у библиотекама. Управо је ова класификација поставила темеље за предметне наслове конгресне библиотеке и Сеарсову листу предметних наслова. Када је Катер почео да делегира нови систем за библиотеку, у почетку је изабрао Девејеву децималну класификацију, међутим утврдио је да је корисније доделити посебну адаптацију за колекцију. Иако је Катерова експанзивна класификација препозната као значајан допринос библиотекама и растуће пољe библиотечке науке, сам Катер није заговарао њен успех нити је предвидео будућа издања свог система.
Катер је утврдио да Девејев систем није био практичан за његове каталошке сврхе и, заиста, Девејев је имао проблема при конструисању америчког библиотекарског удружења; без обзира на то, сматрали су га изврсним и софистицираним библиотекаром и каталогизатором. Катер је најмање једном био задужен да предложи архитектонску концепцију за библиотеку универзитета у Торонту, која је уништена огромним пожаром.
Године 1893. Катер је повериоцима поднео писмо да неће настојати да обнови уговор на крају године. Међутим, за њега је постојала прилика у Нортхемптону. Судија Чарлс Е. Форбес оставио је граду значајну суму новца да покрене библиотеку. Ово је била Катерова прилика да своје идеје покрене од темеља. Развио је систем каталогизације назван експанзивни систем класификације. Требало је да има седам нивоа класификације, сваки са све већом специфичношћу. Тако су мале библиотеке које нису волеле да имају посла са непотребно дугим класификационим бројевима могле да користе ниже нивое и још увек буду довољно одређене за своју сврху. Веће библиотеке би могле да користе тачније табеле, јер су морале бити прецизније да би одвојиле предмете. Умро је 6. септембра 1903. у Волпулу пре него што је успео да заврши овај задатак.
Катер је у Форбесу отворио одељење за уметност и музику и подстакао децу из оближњих школа да излажу своју уметност. Такође је основао представништво библиотеке и успоставио путујући систем библиотека сличан мобилној библиотеци. Данас се Катеров портрет налази изнад столова референтних библиотекара у библиотеци Форбес у Нортхемптону. Његов радни сто је такође у канцеларији коју тренутно заузима недавно изабрани директор библиотеке.